# 요한 하인리히 폰 다네커
요한 하인리히 폰 다네커(Johann Heinrich Von Dannecker, 1758년 10월 15일 ~ 1841년 12월 8일)는 독일의 조각가이다. 1783년 파리에서 A.파쥐에게 사사하였고 1785년 로마에서 A.카노바에게 배웠다. 1790년부터 슈투트가르트 미술학교 교수와 미술관장을 지냈다. 고전적인 단정함을 강조하여 대리석에 당시의 저명한 인물이나 그리스 신화를 표현하였고, 특히 시인 F.실러와의 교유를 통하여 단정한 형식을 부각하였다.